# Campeonato Mundial de Ciclismo de Montanha – Cross-country masculino
A prova de cross country masculino do Campeonato Mundial de Ciclismo de Montanha disputa-se desde 1990. A seguir mostram-se os ganhadores de medalha de todas as edições.

## Palmarés
| No.    | Ano  | Sede                                | Ouro                             | Prata                              | Bronze                               |
| ------ | ---- | ----------------------------------- | -------------------------------- | ---------------------------------- | ------------------------------------ |
| I      | 1990 | Durango · ( Estados Unidos)         | Edmund Overend · Estados Unidos  | Thomas Frischknecht · Suíça        | Tim Gould · Reino Unido              |
| II     | 1991 | Barga · ( Itália)                   | John Tomac · Estados Unidos      | Thomas Frischknecht · Suíça        | Edmund Overend · Estados Unidos      |
| III    | 1992 | Bromont · ( Canadá)                 | Henrik Djernis · Dinamarca       | Thomas Frischknecht · Suíça        | David Baker · Reino Unido            |
| IV     | 1993 | Métabief · ( França)                | Henrik Djernis · Dinamarca       | Marcel Gerritsen · Países Baixos · | Jan Erik Østergaard · Dinamarca      |
| V      | 1994 | Vail · ( Estados Unidos)            | Henrik Djernis · Dinamarca ·     | David Juarez · Estados Unidos ·    | Bart Brentjens · Países Baixos       |
| VI     | 1995 | Kirchzarten · ( Áustria)            | Bart Brentjens · Países Baixos · | Miguel Martinez · França ·         | Jan Erik Østergaard · Dinamarca      |
| VII    | 1996 | Cairns · ( Austrália)               | Thomas Frischknecht · Suíça ·    | Rune Høydahl · Noruega ·           | Hubert Pallhuber · Itália            |
| VIII   | 1997 | Château-d'Œx · ( Suíça )            | Hubert Pallhuber · Itália        | Henrik Djernis · Dinamarca         | Luca Bramati · Itália                |
| IX     | 1998 | Mont-Sainte-Anne · ( Canadá)        | Christophe Dupouey · França      | Jérôme Chiotti · França            | Filip Meirhaeghe · Bélgica           |
| X      | 1999 | Åre · ( Suécia)                     | Michael Rasmussen · Dinamarca    | Miguel Martinez · França           | Filip Meirhaeghe · Bélgica           |
| XI     | 2000 | Serra Nevada · ( Espanha)           | Miguel Martinez · França         | Roland Green · Canadá              | Bart Brentjens · Países Baixos       |
| XII    | 2001 | Vail · ( Estados Unidos)            | Roland Green · Canadá            | Thomas Frischknecht · Suíça        | Christoph Sauser · Suíça             |
| XIII   | 2002 | Kaprun · ( Áustria)                 | Roland Green · Canadá            | Filip Meirhaeghe · Bélgica         | Thomas Frischknecht · Suíça          |
| XIV    | 2003 | Lugano · ( Suíça )                  | Filip Meirhaeghe · Bélgica       | Ryder Hesjedal · Canadá            | Roel Paulissen · Bélgica             |
| XV     | 2004 | Les Gets · ( França)                | Julien Absalon · França          | Cédric Ravanel · França            | Thomas Frischknecht · Suíça          |
| XVI    | 2005 | Livigno · ( Itália)                 | Julien Absalon · França          | Christoph Sauser · Suíça           | José Antonio Hermida · Espanha       |
| XVII   | 2006 | Rotorua · ( Nova Zelândia)          | Julien Absalon · França          | Christoph Sauser · Suíça           | Fredrik Kessiakoff · Suécia          |
| XVIII  | 2007 | Fort William · ( Reino Unido)       | Julien Absalon · França          | Ralph Näf · Suíça                  | Florian Vogel · Suíça                |
| XIX    | 2008 | Val di Sole · ( Itália)             | Christoph Sauser · Suíça         | Florian Vogel · Suíça              | Ralph Näf · Suíça                    |
| XX     | 2009 | Camberra · ( Austrália)             | Nino Schurter · Suíça            | Julien Absalon · França            | Florian Vogel · Suíça                |
| XXI    | 2010 | Mont-Sainte-Anne · ( Canadá)        | José Antonio Hermida · Espanha   | Jaroslav Kulhavý · Chéquia         | Burry Stander · África do Sul        |
| XXII   | 2011 | Champéry · ( França)                | Jaroslav Kulhavý · Chéquia       | Nino Schurter · Suíça              | Julien Absalon · França              |
| XXIII  | 2012 | Leogang / Saalfelden · ( Áustria)   | Nino Schurter · Suíça            | Lukas Flückiger · Suíça            | Mathias Flückiger · Suíça            |
| XXIV   | 2013 | Pietermaritzburg · ( África do Sul) | Nino Schurter · Suíça            | Manuel Fumic · Alemanha            | José Antonio Hermida · Espanha       |
| XXV    | 2014 | Hafjell / Lillehammer · ( Noruega)  | Julien Absalon · França          | Nino Schurter · Suíça              | Marco Aurelio Fontana · Itália       |
| XXVI   | 2015 | Vallnord · ( Andorra)               | Nino Schurter · Suíça            | Julien Absalon · França            | Ondřej Cink · Chéquia                |
| XXVII  | 2016 | Nové Město · ( Chéquia)             | Nino Schurter · Suíça            | Jaroslav Kulhavý · Chéquia         | Julien Absalon · França              |
| XXVIII | 2017 | Cairns · ( Austrália)               | Nino Schurter · Suíça            | Jaroslav Kulhavý · Chéquia         | Thomas Litscher · Suíça              |
| XXIX   | 2018 | Lenzerheide · ( Suíça )             | Nino Schurter · Suíça            | Gerhard Kerschbaumer · Itália      | Mathieu van der Poel · Países Baixos |
| XXX    | 2019 | Mont-Sainte-Anne · ( Canadá)        | Nino Schurter · Suíça            | Mathias Flückiger · Suíça          | Stéphane Tempier · França            |
| XXXI   | 2020 | Leogang · ( Áustria)                | Jordan Sarrou · França           | Mathias Flückiger · Suíça          | Titouan Carod · França               |

## Medalheiro histórico
- Actualizado a Leogang 2020.

| Ordem | País           | Medalha de ouro | Medalha de prata | Medalha de bronze | Total |
| ----- | -------------- | --------------- | ---------------- | ----------------- | ----- |
| 1     | Suíça          | 10              | 13               | 8                 | 31    |
| 2     | França         | 8               | 6                | 4                 | 18    |
| 3     | Dinamarca      | 4               | 1                | 2                 | 7     |
| 4     | Canadá         | 2               | 2                | 0                 | 4     |
| 5     | Estados Unidos | 2               | 1                | 1                 | 4     |
| 6     | Chéquia        | 1               | 3                | 1                 | 5     |
| 7     | Bélgica        | 1               | 1                | 3                 | 5     |
| 7     | Itália         | 1               | 1                | 3                 | 5     |
| 7     | Países Baixos  | 1               | 1                | 3                 | 5     |
| 10    | Espanha        | 1               | 0                | 2                 | 3     |
| 11    | Alemanha       | 0               | 1                | 0                 | 1     |
| 11    | Noruega        | 0               | 1                | 0                 | 1     |
| 13    | Reino Unido    | 0               | 0                | 2                 | 2     |
| 14    | África do Sul  | 0               | 0                | 1                 | 1     |
| 14    | Suécia         | 0               | 0                | 1                 | 1     |
|       | TOTAL          | 31              | 31               | 31                | 93    |